# Buštranje (Preševo)
Pour les articles homonymes, voir Buštranje.
Buštranje (en serbe cyrillique : Буштрање) est un village de Serbie situé dans la municipalité de Preševo, district de Pčinja. En 2002, il comptait 872 habitants, dont 682 Albanais (78,21 %) et 186 Serbes (21,33 %).
En septembre 2011, l'assemblée des députés albanais de Preševo, Bujanovac et Medveđa a incité les Albanais de Serbie à boycotter le recensement prévu pour le mois d'octobre de cette année-là ; de ce fait, aucun chiffre de population n'a été communiqué pour les localités de la municipalité de Preševo.

## Démographie
| 1948 | 1953 | 1961 | 1971  | 1981 | 1991 | 2002 |
| ---- | ---- | ---- | ----- | ---- | ---- | ---- |
| 804  | 853  | 899  | 1 022 | 988  | 905  | 872  |

|  |